# Anglais aux Pays-Bas
La langue anglaise aux Pays-Bas se réfère à l'utilisation de l'anglais aux Pays-Bas. Des sondages indiquent que 95% des Néerlandais se disent capables de tenir une conversation dans cette langue. D'après certaines personnes interrogées, la raison de cette forte hausse de l'anglais serait due à la petite superficie du pays, dépendant de l'exportation internationale, et à l'utilisation de sous-titres au lieu du doublage dans les séries de télévision.

## Histoire
Du fait de sa petite superficie et de l'exportation/importation massive de produits, les Pays-Bas se sont résignés à apprendre d'autres langues que la leur (l'anglais, plus particulièrement). Aussi, le néerlandais n'est pas une langue répandue dans le monde, même si le pays fut une puissance coloniale. En Afrique du Sud, l'afrikaans, qui peut être considéré (sous certains aspects) comme presque un créole néerlandais, est devenu très différent de sa langue mère et a tant évolué qu'il est de nos jours considéré comme une langue difficilement compréhensible pour un locuteur néerlandais. En Indonésie, qui constituaient autrefois les Indes néerlandaises, le néerlandais n'est pratiquement plus parlé, et les visiteurs qui viennent des Pays-Bas doivent utiliser l'anglais pour communiquer. De plus, les Pays-Bas ont été libérés de l'occupation allemande par des troupes anglophones pendant la Seconde Guerre mondiale, ce qui a considérablement diminué l'importance de l'allemand. Durant les décennies suivantes, l'anglais a progressivement gagné en importance comme lingua franca et langue étrangère, au détriment de l'apprentissage de l'allemand et du français. Pourtant, la langue allemande se rapproche plus de la langue néerlandaise que l'anglais et l'Allemagne est également le partenaire commercial le plus important des Pays-Bas.
Surtout à Amsterdam, les touristes croient qu'il serait possible de vivre aux Pays-Bas sans y apprendre la langue locale. C'est particulièrement possible dans les villes dans lesquelles grâce aux nombreux programmes universitaires proposés en anglais, et de nombreux étudiants étrangers vivent aux Pays-Bas sans parler le néerlandais. L'usage de l'anglais y est si courant qu'il est possible de l'utiliser pour les démarches administratives. Dans certains quartiers dans lesquels la population issue de l'immigration est importante, l'usage de l'anglais y est important pour communiquer.
Même si les Néerlandais ont une excellente connaissance de l'anglais, il reste pour eux des difficultés à comprendre certains accents (par exemple, l'accent écossais).

## L'anglais à la télévision néerlandaise
Des chaînes de télévision britanniques telles que la BBC One et la BBC Two et américaines (CNN) peuvent être captées aux Pays-Bas. De multiples séries sur les chaînes néerlandaises sont également diffusées en anglais avec des sous-titres néerlandais. En revanche, les programmes anglophones pour enfants sont normalement doublés.

## Lehollanglais
Le hollanglais (appelé familièrement steenkolenengels en néerlandais, litt. anglais de charbonnage) est une fusion entre le hollandais et l'anglais. Le terme est souvent employé pour désigner les erreurs commises par les Néerlandais dans une conversation en anglais.

## Formes d'anglophobie linguistique
L'anglophobie linguistique aux Pays-Bas est une forme de rejet de la langue anglaise.
L'Engelse ziekte (« maladie anglaise ») est un terme péjoratif désignant l'effet de la langue anglaise sur l'utilisation de mots composés à l'écrit en néerlandais :
| Mauvaise syntaxe néerlandaise | Équivalent anglais   | Syntaxe néerlandaise correcte | Traduction en français  |
| ----------------------------- | -------------------- | ----------------------------- | ----------------------- |
| IBM computer                  | IBM computer         | IBM-computer                  | ordinateur IBM          |
| Web pagina                    | web page             | webpagina                     | page web                |
| Vakantie baantje              | holiday job          | vakantiebaantje               | travail d'été           |
| Taxi standplaatsen            | taxi stand           | taxistandplaatsen             | station de taxi         |
| Schrijf cursus                | writing course       | schrijfcursus                 | cours de rédaction      |
| Informatie avond              | information evening  | informatieavond               | soirée d'information    |
| Fietsen stalling              | bicycle shed         | fietsenstalling               | abri à vélos            |
| Baby kleding                  | baby clothes         | babykleding                   | habits de bébé          |
| Eco was bal                   | eco wash ball        | ecowasbal                     | boule de lavage         |
| Communicatie deskundige       | communication expert | communicatiedeskundige        | expert en communication |
| Yoghurt drank                 | yoghurt drink        | yoghurtdrank                  | yaourt à boire          |
| Restauratie atelier           | restoration studio   | restauratieatelier            | atelier de restauration |
| Dames toiletten               | ladies toilets       | damestoiletten                | toilettes pour dames    |
| Heren toiletten               | gentlemen's toilets  | herentoiletten                | toilettes pour hommes   |